# Eulinognathus inermis
Eulinognathus inermis är en insektsart som beskrevs av Cais 1977. Eulinognathus inermis ingår i släktet Eulinognathus och familjen ledlöss. Inga underarter finns listade i Catalogue of Life.